# Liran Cohen
Liran Cohen (* 14. Februar 1983 in Rischon LeZion) ist ein israelischer Fußballspieler.

## Karriere
In Israel spielte der 70 kg schwere Mittelfeldspieler Cohen für Maccabi Tel Aviv, Maccabi Petach Tikwa, Bne Jehuda Tel Aviv und FC Bnei Sachnin. In der UEFA Champions League 2004/05 schaffte er mit Maccabi Tel Aviv die Qualifikation zur Gruppenphase, in der er es auf fünf Spiele brachte. Der FC Bnei Sachnin lieh ihn zu Saisonbeginn 2011/12 am 31. August 2011 für ein Jahr an Podbeskidzie Bielsko-Biała aus. Im Sommer 2012 wurde er dann fest verpflichtet. Zur Rückrunde 2012/13 wurde sein Vertrag in beiderseitigem Einvernehmen aufgelöst. Im Januar 2013 unterschrieb er dann einen Vertrag in seiner Heimat bei Hapoel Haifa.
Cohen absolvierte elf Länderspiele für die U-21-Mannschaft Israels.